# Trận hồ Masuren lần thứ nhất
Trận hồ Masuren lần thứ nhất là một trận đánh tiêu biểu trên Mặt trận phía Đông của cuộc Chiến tranh thế giới thứ nhất, diễn ra từ ngày 9 cho đến ngày 14 tháng 9 năm 1914. Trong trận chiến này, Tập đoàn quân số 8 của Đế quốc Đức do Thượng tướng Bộ binh Paul von Hindenburg chỉ huy đã giành thắng lợi quyết định trước Tập đoàn quân số 1 của Đế quốc Nga do tướng Paul von Rennenkampf chỉ huy, tạo thêm một cú sốc nữa cho bộ chỉ huy quân đội Nga ngay sau chiến thắng vang dội của quân đội Đức trong trận Tannenberg vào tháng 8 năm 1914. Trận Tannenberg và trận Masurian lần thứ nhất được xem là hai trong số những chiến thắng vẻ vang nhất của nước Đức trong cuộc chiến tranh, đã lên dây cót cho thanh danh của Hindenburg cùng với Tổng tham mưu trưởng của ông Erich Ludendorff - người đã góp phần vạch ra kế hoạch cho hai đại thắng này. Họ đã trở thành những anh hùng dân tộc lớn của nước Đức trong chiến tranh. Đồng thời, hai trận thắng này cũng đã giải nguy cho vùng Đông Phổ cũng như nước Đức, đồng thời mang lại quyền chủ động chiến lược cho người Đức trên Mặt trận phía Đông của cuộc chiến. Mặc dù không bị tiêu diệt, Tập đoàn quân số 1 của Rennenkampf thật sự là đã bị loại khỏi vòng chiến trong trận hồ Masuren.
Sau khi đại thắng Tập đoàn quân số 2 của Nga trong trận chiến Tannenberg, quân đội Đức dưới quyền Hindenburg đã tiến đánh quân đội Nga dưới quyền Rennenkampf. Khi ấy, Tập đoàn quân số 8 của Đức đã được tăng viện, mặc dù quân Nga vẫn còn nắm giữ lợi thế về quân số. Tin tức về thảm họa Tannenberg đã buộc Rennenkampf, vốn đang tiến quân qua lỗ hổng Insterburg, phải rút quân về một cứ điểm kéo dài từ hướng Đông Nam biển Baltic cho đến Angerburg. Cuộc tiến công ban đầu của quân Đức đã mở đầu vào ngày 7 tháng 9 năm 1914 từ các hồ ở hướng Nam và kéo dài trong vòng hai ngày, tuy ban đầu quân Đức gặp khó khăn nhưng Quân đoàn I do tướng Hermann von François đã vãn hồi tình hình, và quân Nga bị phân rã. Quân đội Đức tiếp tục bắc tiến để truy kích quân chủ lực của đối phương. Vào ngày 9 tháng 9 năm 1914, cuộc giao chiến đã lan rộng. Do sự yếu kém của cánh Nam của quân ông, Rennenkampf đã thực hiện một cuộc triệt thoái dưới sự yểm trợ của một cuộc phản kích do hai Sư đoàn thực hiện, ngăn ngừa một cuộc hợp vây. Quân của François đã xé lẻ một phần của quân của Rennenkampf vào ngày 10 tháng 9 năm 1914, và cho đến ngày 13 tháng 9 năm ấy các lực lượng thất trận của ông đã vượt qua sông Niemen và về đến biên giới Nga. Tuy nhiên, cuộc rút lui này chứng tỏ quân Nga đã không còn ở Đông Phổ, trong khi họ bị quân Đức đánh thiệt hại nặng trong trận chiến này, mặc dù chiến thắng này đối với quân đội Đức không rực rỡ như trận Tannenberg.
Là những đòn giáng nặng nề vào tâm lý của người Nga, hai chiến thắng của quân Đức tại Tannenberg và hồ Masuren đã bảo đảm sự sống còn của quân đội Đức trong những tháng đầu của Mặt trận phía Đông. Cơ hội cho quân Nga giành thắng lợi chóng vánh trước quân Đức và quân Áo-Hung đã không còn. Đồng thời, hai trận chiến này cũng hình thành cục diện cân bằng lực lượng giữa hai khối Liên minh trong Chiến tranh thế giới thứ nhất, và hạ thấp vai trò của nước Nga trong cuộc chiến. Vào tháng 2 năm 1915, người Đức đã tiếp nối hai thắng lợi to lớn của mình bằng trận hồ Masuren lần thứ hai bẻ gãy cuộc tiến công của một Tập đoàn quân khác của Nga vào vùng Đông Phổ và gây cho họ thiệt hại nặng nề.